# Cyréna Samba-Mayela
Cyréna Samba-Mayela, née le 31 octobre 2000 à Champigny-sur-Marne, est une athlète française, spécialiste des courses de haies. 
Championne du monde en salle du 60 mètres haies en 2022 à Belgrade et championne d'Europe du 100 mètres haies en 2024 à Rome, elle est vice-championne olympique lors des Jeux olympiques de Paris 2024. Elle est l'actuelle détentrice des records de France du 60 m haies en 7 s 73 et du 100 m haies en 12 s 31.

## Biographie
Née à Champigny-sur-Marne de parents d'origine congolaise (Congo Brazzaville), Cyréna Samba-Mayela fait ses débuts en athlétisme à l’âge de quinze ans à l'Athletic Club Paris-Joinville où elle s'entraîne auprès d'Albertine Koutouan, championne d'Afrique de l'heptathlon en 1990. Elle réalise rapidement 8 s 37 sur 60 mètres haies et 13 s 32 sur 100 mètres haies.

### Début de carrière
En 2016, Cyréna Samba-Mayela obtient la médaille d'or en relais medley aux Championnats d'Europe d'athlétisme jeunesse à Tbilissi.
Elle remporte la médaille d'argent du 100 mètres haies aux Championnats du monde d'athlétisme jeunesse 2017 à Nairobi. L'année suivante, elle se classe 8e des Championnats du monde juniors d'athlétisme 2018.
A compter de 2019, elle s'entraîne auprès de Teddy Tamgho, champion du monde du triple saut, au sein du Lille Metropole Athletisme.
En 2020, elle passe pour la première fois sous les 8 s au 60 mètres haies lors des championnats de France espoirs à Saint-Brieuc en réalisant 7 s 99 en demi-finale puis 7 s 98 en finale. Elle est sacrée championne de France senior du 60 mètres haies en salle en 2020 à Liévin. En septembre, elle devient championne de France du 100 m haies en plein air à Albi en 12 s 73. Ce temps lui permet de devenir la huitième meilleure performeuse française de l'histoire.
En 2021, la jeune hurdleuse française perd son titre national indoor malgré son temps de 7 s 94, nouveau record personnel, qui lui vaut seulement la deuxième place derrière Laëticia Bapté. Qualifiée pour les championnats d'Europe en salle de Torun, elle est éliminée dès les séries. En juin de la même année, Samba-Mayela valide les minima pour les Jeux olympiques de Tokyo en gagnant le 100 m haies du meeting de Madrid en 12 s 80. En juillet 2021, elle remporte la médaille d'argent des championnats d'Europe espoirs, à Tallinn, devancée de 3/100e de seconde par la Polonaise Pia Skrzyszowska. À Tokyo, elle déclare forfait lors des séries des Jeux olympiques à la suite d'une douleur résultant d'une blessure ressentie à l'échauffement.

### Championne du monde en salle (2022)
Le 28 janvier 2022, elle bat à Karlsruhe le record de France espoirs en salle du 60 mètres haies en 7 s 84.
Le 19 mars 2022 à Belgrade, Cyréna Samba-Mayela est sacrée championne du monde en salle de 60 mètres haies. Avec son chrono en finale de 7 s 78, elle bat le record de France auparavant co-détenu par Monique Éwanjé-Épée et Linda Ferga (7 s 82). Elle devient aussi la première Française championne du monde en salle sur 60 m haies, hommes et femmes confondus.

### Saison 2023
En février 2023, elle termine deuxième des Championnats de France en salle en 7 s 98 derrière Laëticia Bapté. La semaine suivante, elle réalise 7 s 84 au Villa de Madrid Indoor Meeting.
Fin juillet, elle remporte le titre du 100 mètres haies des championnats de France 2023 à Albi.

### Vice-championne du monde en salle, records de France (2024)
Lors des championnats du monde en salle à Glasgow le 3 mars 2024, Samba-Mayela bat son propre record de France du 60 mètres haies en 7 s 73 lors de la demi-finale. Elle termine deuxième de la finale en 7 s 74 derrière la Bahaméenne Devynne Charlton qui bat le record du monde en 7 s 65, remportant ainsi sa deuxième médaille mondiale en salle après 2022. 
Lors du meeting de Ligue de diamant de Xiamen, le 20 avril 2024, elle prend la troisième place du 100 m haies en 12 s 55, battant ainsi d'un centième le record de France qui était codétenu par Monique Ewanjé-Epée (en 1990) et Cindy Billaud (en 2014). Le 11 mai 2024 à Clermont en Floride, elle améliore de 3/100e de seconde ce record de France en le portant à 12 s 52, avant de l'égaler deux semaines plus tard, le 25 mai, lors de la Prefontaine Classic à Eugene.
Le 8 juin 2024, lors des demi-finales des Championnats d'Europe à Rome, elle améliore son propre record de France de près d'1/10e de seconde, en le portant à 12 s 43. En finale, elle s'impose en 12 s 31, pour aller chercher son premier titre européen en plein air. 

### Jeux olympiques de Paris (2024)
Aux Jeux olympiques de 2024, elle se qualifie pour les demi-finales du 100 mètres haies avec le troisième temps de sa série (12 s 56), puis se classe quatrième de sa demi-finale en se qualifiant au temps pour la finale, en 12 s 52. Le 10 août 2024, elle remporte la médaille d'argent en 12 s 34 en terminant à un centième de seconde seulement de l'américaine Masai Russell. Elle donne à la France son unique médaille en athlétisme.

## Palmarès

### International
| Date | Compétition                    | Lieu     | Résultat | Épreuve        | Temps        |
| ---- | ------------------------------ | -------- | -------- | -------------- | ------------ |
| 2016 | Championnats d'Europe cadets   | Tbilissi | 1re      | Relais suédois | 2 min 8 s 48 |
| 2017 | Championnats du monde cadets   | Nairobi  | 2e       | 100 m haies    | 12 s 80      |
| 2018 | Championnats du monde juniors  | Tampere  | 8e       | 100 m haies    | 14 s 11      |
| 2021 | Championnats d'Europe espoirs  | Tallinn  | 2e       | 100 m haies    | 12 s 80      |
| 2022 | Championnats du monde en salle | Belgrade | 1re      | 60 m haies     | 7 s 78       |
| 2022 | Championnats d'Europe          | Munich   | 7e       | 100 m haies    | 13 s 06      |
| 2024 | Championnats du monde en salle | Glasgow  | 2e       | 60 m haies     | 7 s 74       |
| 2024 | Championnats d'Europe          | Rome     | 1re      | 100 m haies    | 12 s 31      |
| 2024 | Jeux olympiques                | Paris    | 2e       | 100 m haies    | 12 s 34      |

### National
- Championnats de France d'athlétisme :
  - Médaille d'or du 100 mètres haies en 2020, 2021 et  2023
- Championnats de France d'athlétisme en salle :
  - Médaille d'or du 60 mètres haies en 2020
  - Médaille d'argent du 60 mètres haies en 2021 et en 2023.

## Records
| Épreuve     | Performance  | Lieu     | Date            |
| ----------- | ------------ | -------- | --------------- |
| 60 m        | 7 s 30       | Eaubonne | 25 janvier 2020 |
| 60 m haies  | 7 s 73 (RF)  | Glasgow  | 3 mars 2024     |
| 100 m haies | 12 s 31 (RF) | Rome     | 8 juin 2024     |

## Décorations
- Chevalier de l'ordre national du Mérite (2024)[18]